# Nagy Ádám (vízilabdázó)
Nagy Ádám (Budapest, 1998. május 19. – ) világbajnok magyar válogatott vízilabdázó, bekk. A francia bajnokságban szereplő CN Marseille játékosa.

## Sportpályafutása
A 2017-es U20-as vb-n negyedik volt. Benedek Tibor hívta meg a felnőtt válogatottba, melyben 2015. július 3-án, egy Tatabányán Szlovákia ellen vívott felkészülési mérkőzésen mutatkozott be. Ezt a mérkőzést a magyar együttes nyerte 14:5 arányban. 2018-ban világkupát nyert Magyarország színeiben, valamint 2020-ban tagja volt a budapesti Európa-bajnokságra készülő 15 fős válogatott-keretnek, de a tornára nevezett szűk keretbe már nem került be.
2022 nyarán az FTC-be igazolt. 2023 nyarán a nemzeti csapat tagjaként világbajnokságot nyert Fukuokában.

## Eredmények

### Klubcsapattal

#### OSC
- Magyar bajnokság
  - Bajnok (1): 2021
  - Bronzérmes (2): 2016, 2017

#### Szolnok
- LEN-Európa-kupa
  - győztes (1): 2021[7]

#### Ferencváros
- Magyar bajnokság
  - Bajnok (3): 2023, 2024, 2025
- Magyar kupa
  - Győztes (2): 2023, 2024
- LEN-bajnokok ligája
  - Győztes (2): 2024, 2025
- LEN-szuperkupa
  - Győztes (3): 2018,[8] 2019,[9] 2024[10]

### Válogatottal

#### Magyarország
- Világbajnokság
  - ezüstérmes: 2025
- Világkupa
  - aranyérmes: 2018[11]
- Európa-bajnokság
  - ezüstérmes: 2022[12]
- Junior világbajnokság
  - bronzérmes: 2015[13]